# ダニー・コーエン
ダニー・コーエン（Danny Cohen、1963年 - ）は、イギリスの撮影監督、英国撮影監督協会会員である。トム・フーパーとのコラボレーションが多く、『英国王のスピーチ』（2010年）ではアカデミー撮影賞にノミネートされた。

## フィルモグラフィ
- デッドベイビーズ Dead Babies (2000)
- Ten Minutes Older: The Cello "About Time 2" (2002)
- My Wrongs 8245–8249 & 117 (2002)
- Only Human (2004)
- 0:34 レイジ34フン Creep (2004)
- Dead Man's Shoes (2004)
- Festival (2005)
- Pierrepoint (2005)
- Scummy Man (2006)
- THIS IS ENGLAND This Is England (2006)
- At the Apollo (2008)
- パイレーツ・ロック The Boat That Rocked (2009)
- ブラック・レコード〜禁じられた記録〜 Glorious 39 (2009)
- 英国王のスピーチ The King's Speech (2010)
- ジョニー・イングリッシュ 気休めの報酬 Johnny English Reborn (2011)
- レ・ミゼラブル Les Misérables (2012)
- 僕と世界の方程式 X+Y (2014) [4]
- リリーのすべて The Danish Girl (2015)
- 疑惑のチャンピオン The Program (2015)
- ルーム Room (2015)
- リリーのすべて The Danish Girl (2015)
- マダム・フローレンス! 夢見るふたり Florence Foster Jenkins (2016)
- ジャコメッティ 最後の肖像 Final Portrait (2017)
- ロニートとエスティ 彼女たちの選択 Disobedience (2017)
- ヴィクトリア女王 最期の秘密 Victoria & Abdul (2017)
- キング・オブ・シーヴズ King of Thieves (2018)
- ブレグジット EU離脱 Brexit: The Uncivil War (2019)
- ダウンヒル Downhill (2020)
- ユーロビジョン歌合戦 〜ファイア・サーガ物語〜 Eurovision Song Contest: The Story of Fire Saga (2020)